# 不列顛及愛爾蘭侯爵爵位列表
此列表包含了由英格蘭王國、蘇格蘭王國、大不列顛王國、愛爾蘭王國、大不列顛和愛爾蘭聯合王國和大不列顛和北愛爾蘭聯合王國曾冊封的所有侯爵爵位，包括現存、已絕嗣、歸屬待定、停止、廢除或剝奪的爵位。
首個屬於不列顛的侯爵爵位是在1385年冊封的都柏林侯爵，但它在數年後瞬即被廢。於1532年冊封的彭布羅克侯爵是第一個授予女性的侯爵爵位。在1551年冊封的溫切斯特侯爵是迄今最古老的現存爵位，因此其被認爲是英格蘭侯爵之首。相較其餘四等爵位，歷史上授予侯爵爵位的次數並不多。1838年維多利亞女皇登基前一晚，首相墨爾本勳爵曾向她解釋原因，她在日記中寫道：
| | I spoke to Ld M. about the numbers of Peers present at the Coronation, & he said it was quite unprecedented. I observed that there were very few Viscounts, to which he replied "There are very few Viscounts," that they were an odd sort of title & not really English; that they came from Vice-Comites; that Dukes & Barons were the only real English titles; — that Marquises were likewise not English, & that people were mere made Marquises, when it was not wished that they should be made Dukes. |
| ——我與墨爾本勳爵討論出席登基大典的貴族，他說出席人數之多是前所未見。我注意到出席的子爵非常少，爲此他說「子爵人數本來就不多」。他指子爵並不是英國人的，而是從Vice-Comites演變而來的，真正屬於英國人的爵位只有公爵和男爵。侯爵也是，而且我們只在當他們不能獲得公爵爵位的時候才會給予侯爵爵位。 | |

（页面存档备份，存于）

## 1385年至1707年英格蘭貴族中的侯爵爵位
- 此代表爵位至今尚存。

| 侯爵爵位           | 冊封日期       | 姓氏       | 現況                       | 備注                                                                     |
| ------------------ | -------------- | ---------- | -------------------------- | ------------------------------------------------------------------------ |
| 都柏林侯爵         | 1385年12月1日  | 維爾       | 放棄爵位 1386年10月13日    | 1386年被封為愛爾蘭公爵，可被視作為一愛爾蘭爵位。為終身爵位。             |
| 多實侯爵           | 1397年9月29日  | 蒲福       | 爵位被剝奪 1399年10月6日   | 同時為萨默塞特侯爵                                                       |
| 萨默塞特侯爵       | 1397年9月29日  | 蒲福       | 爵位被剝奪 1399年10月6日   | 同時為多實侯爵                                                           |
| 多實侯爵           | 1442年6月24日  | 蒲福       | 被廢除 1464年4月3日        | 1448年被封為萨默塞特公爵；在1461年至1463年間爵位被剝奪。                 |
| 薩福克侯爵         | 1444年9月14日  | 德·拉·波爾 | 自行歸還爵位 1493年2月26日 | 於1448年被封為薩福克公爵                                                 |
| 蒙塔居侯爵         | 1470年3月25日  | 內維爾     | 被廢除 1471年4月14日       |                                                                          |
| 多實侯爵           | 1475年4月18日  | 格雷       | 被廢除 1554年2月23日       | 於1483年至1485年間爵位被廢；於1551年獲封為薩福克公爵。                   |
| 伯克利侯爵         | 1489年1月28日  | 伯克利     | 絕嗣 1492年2月14日         |                                                                          |
| 埃克塞特侯爵       | 1525年6月18日  | 考特尼     | 被廢除 1539年1月9日        |                                                                          |
| 彭布羅克侯爵       | 1532年9月1日   | 博林       | 被廢除 1536年5月19日       | 獲封者在1533年至1536年間為英格蘭王后。                                   |
| 北安普頓侯爵       | 1547年2月16日  | 帕爾       | 絕嗣 1571年10月28日        | 於1554年至1559年1月13日間爵位被廢。                                      |
| 溫切斯特侯爵       | 1551年10月11日 | 波利特     | 現存                       | 於1689年獲封為保頓公爵，該爵位於1794年絕嗣。                             |
| 白金漢侯爵         | 1618年1月1日   | 維利爾斯   | 絕嗣 1687年4月16日         | 於1623年獲封為白金漢公爵。                                               |
| 赫特福德侯爵       | 1641年6月3日   | 西摩       | 絕嗣 1675年4月29日         | 於1660年獲歸還原所持之萨默塞特公爵爵位。                                 |
| 伍斯特侯爵         | 1643年3月2日   | 萨默塞特   | 現存                       | 於1682年被封為蒲福公爵。                                                 |
| 泰恩河畔紐卡素侯爵 | 1643年10月27日 | 卡文迪許   | 絕嗣 1691年7月26日         | 於1665年被封為泰恩河畔紐卡素公爵。                                       |
| 多爾切斯特侯爵     | 1645年3月25日  | 皮埃爾蓬   | 絕嗣 1680年12月8日         |                                                                          |
| 哈利法克斯侯爵     | 1682年8月17日  | 薩維爾     | 絕嗣 1700年8月31日         |                                                                          |
| 波伊斯侯爵         | 1687年3月24日  | 赫伯特     | 絕嗣 1748年3月8日          |                                                                          |
| 卡馬森侯爵         | 1689年4月9日   | 奧斯本     | 絕嗣 1964年3月20日         | 於1694年被封為利兹公爵。                                                 |
| 哈維奇侯爵         | 1689年4月10日  | 紹姆貝格   | 絕嗣 1719年7月5日          | 為紹姆貝格公爵之次等頭銜；從1691年起同時為愛爾蘭貴族中的倫斯特公爵。     |
| 奧爾頓侯爵         | 1694年4月30日  | 塔爾博特   | 絕嗣 1718年2月1日          | 為什魯斯伯里公爵之次等頭銜。                                             |
| 諾曼比侯爵         | 1694年5月10日  | 谢菲尔德   | 絕嗣 1735年10月30日        | 於1703年被封為白金漢和諾曼比公爵。                                       |
| 塔維斯托克侯爵     | 1694年5月11日  | 羅素       | 現存                       | 為貝德福德公爵之次等頭銜。                                               |
| 哈廷頓侯爵         | 1694年5月12日  | 卡文迪許   | 現存                       | 為德文郡公爵之次等頭銜。                                                 |
| 克萊爾侯爵         | 1694年5月14日  | 霍利斯     | 絕嗣 1711年7月15日         | 為紐卡斯爾公爵之次等頭銜。                                               |
| 布蘭福德侯爵       | 1702年12月14日 | 丘吉爾     | 現存                       | 為馬爾博羅公爵之次等頭銜。                                               |
| 格蘭比侯爵         | 1703年3月29日  | 曼納斯     | 現存                       | 為拉特蘭公爵之次等頭銜。                                                 |
| 莫蒂默侯爵         | 1705年4月14日  | 蒙塔居     | 絕嗣 1749年                | 為蒙塔居公爵之次等頭銜。                                                 |
| 劍橋侯爵           | 1706年11月9日  | 汉诺威     | 與王位合併 1727年6月11日   | 為剑桥公爵之次等頭銜。1714年起同時為威爾斯親王、康沃爾公爵及羅撒西公爵。 |
| 根德侯爵           | 1706年11月14日 | 格雷       | 絕嗣 1740年6月5日          | 於1710年被封為根德公爵，及於1740年被封為格雷侯爵。                       |
| 林賽侯爵           | 1706年12月21日 | 伯蒂       | 絕嗣 1809年2月8日          | 於1715年被封為安卡斯特和凱斯蒂文公爵.                                    |
| 多爾切斯特侯爵     | 1706年12月23日 | 皮埃爾蓬   | 絕嗣 1773年9月23日         | 於1715年被封為赫爾河畔京士頓公爵。                                       |

## 1488年至1707年蘇格蘭貴族中的侯爵爵位
- 此代表爵位至今尚存。

| 侯爵爵位             | 冊封日期       | 姓氏                            | 現況                     | 備注 |
| -------------------- | -------------- | ------------------------------- | ------------------------ | --- |
| 奧蒙德侯爵           | 1488年1月28日  | 斯圖亞特                        | 絕嗣 1504年1月17日       | 為羅斯公爵之次等頭銜。 |
| 法夫侯爵             | 1567年5月12日  | 赫本                            | 被廢除 1567年12月29日    | 為奧克尼公爵之次等頭銜。 |
| 漢密爾頓侯爵         | 1599年4月17日  | 漢密爾頓                        | 絕嗣 1651年9月12日       | 於1643年被封為漢密爾頓公爵。                                                                                                   |
| 亨特利侯爵           | 1599年4月17日  | 戈登                            | 現存                     | 於1684年被封為戈登公爵，該爵位於1836年絕嗣。                                                                                   |
| 奧蒙德侯爵           | 1600年12月23日 | 斯圖亞特                        | 與王位合併 1625年3月27日 | 為奧爾巴尼公爵之次等頭銜； 在1605年獲封為英格蘭貴族中的约克公爵； 從1612年起同時為起同時為威爾斯親王、康沃爾公爵及羅撒西公爵。 |
| 威格敦侯爵           | 1602年         | 斯圖亞特                        | 絕嗣 1602年              | 為金泰尔和洛恩公爵罗伯特·布鲁斯·斯图亚特之次等頭銜。                                                                           |
| 道格拉斯侯爵         | 1633年6月14日  | 道格拉斯                        | 現存                     | 於1703年被封為道格拉斯公爵，該爵位於1761年絕嗣； 從1761年起同時為漢密爾頓公爵和布蘭登公爵                                      |
| 阿蓋爾侯爵           | 1641年11月15日 | 坎貝爾                          | 被廢除 1661年5月27日     | |
| 克萊茲戴爾侯爵       | 1643年4月12日  | 漢密爾頓                        | 現存                     | 為漢密爾頓公爵之次等頭銜。 |
| 蒙羅斯侯爵           | 1644年5月6日   | 格雷厄姆                        | 現存                     | 於1707年被封為蒙羅斯公爵。 |
| 馬奇侯爵             | 1672年5月1日   | 梅特蘭                          | 絕嗣 1682年8月24日       | 為勞德代爾公爵之次等頭銜。 |
| 阿瑟爾侯爵           | 1676年2月17日  | 默里                            | 現存                     | 於1703年被封為阿瑟爾公爵。 |
| 班布里奇侯爵         | 1680年5月29日  | 萊斯利                          | 絕嗣 1681年7月27日       | 為羅西斯公爵之次等頭銜。 |
| 昆斯伯里侯爵         | 1682年2月11日  | 道格拉斯                        | 現存                     | 於1684年被封為昆斯伯里公爵； 侯爵爵位在1711年至1715年，及從1810年起與公爵爵位分離。                                            |
| 鄧弗里斯郡侯爵       | 1684年11月3日  | 道格拉斯                        | 現存                     | 為昆斯伯里公爵之次等頭銜； 在1684年至1711年，及1715年至1810年間同時為昆斯伯里侯爵； 從1810年起同時為巴克盧公爵。               |
| 特威德爾侯爵         | 1694年12月17日 | 海伊                            | 現存                     | |
| 金泰尔和洛恩侯爵     | 1701年6月23日  | 坎貝爾                          | 現存                     | 為阿蓋爾公爵之次等頭銜； 在1719年至1743年間同時為大不列顛貴族中的格林威治公爵； 從1892年起同時為聯合王國貴族中的阿蓋爾公爵。   |
| 洛錫安侯爵           | 21701年6月3日  | 克爾                            | 現存                     | |
| 安納戴爾侯爵         | 1701年6月24日  | 約翰斯頓、約翰斯通、范登·本普德 | 被休止 1792年4月29日     | |
| 安格斯和阿伯內西侯爵 | 1703年4月10日  | 道格拉斯                        | 絕嗣 1761年              | 為道格拉斯公爵之次等頭銜。 |
| 塔利巴丁侯爵         | 1703年6月30日  | 默里                            | 現存                     | 為阿瑟爾公爵之次等頭銜；亦同時為阿瑟爾侯爵。                                                                                   |
| 格雷厄姆和布坎南侯爵 | 1707年4月24日  | 格雷厄姆                        | 現存                     | 為蒙羅斯公爵之次等頭銜。 |
| 鮑蒙特和塞斯福德侯爵 | 1707年4月25日  | 克爾                            | 現存                     | 為羅克斯堡公爵之次等頭銜。 |

## 1707年至1801年大不列顛貴族中的侯爵爵位
- 此代表爵位至今尚存。

| 侯爵爵位         | 冊封日期       | 姓氏                   | 現況                      | 備注 |
| ---------------- | -------------- | ---------------------- | ------------------------- | --- |
| 貝弗利侯爵       | 1708年5月26日  | 道格拉斯               | 絕嗣 1778年10月22日       | 為多佛公爵之次等頭銜； 多佛公爵同時為蘇格蘭貴族中的昆斯伯里公爵和鄧弗里斯郡侯爵。 在1708年至1711年，1715年至1778年間同時為昆斯伯里侯爵。                                                                                     |
| 沃頓侯爵         | 1715年2月15日  | 沃頓                   | 絕嗣 1731年5月31日        | 同時為馬姆斯伯里侯爵和愛爾蘭貴族中的凱瑟洛赫侯爵； 於1718年被封為沃頓公爵。 |
| 馬姆斯伯里侯爵   | 1715年2月15日  | 沃頓                   | 絕嗣 1731年5月31日        | 同時為沃頓侯爵和愛爾蘭貴族中的凱瑟洛赫侯爵； 於1718年被封為沃頓公爵。 |
| 克萊爾侯爵       | 1715年8月11日  | 佩勒姆-霍利斯          | 絕嗣 1768年               | 為泰恩河畔紐卡素公爵之次等頭銜。 |
| 蒂奇菲爾德侯爵   | 1716年7月6日   | 本廷克                 | 絕嗣 1990年7月30日        | 為波特蘭公爵之次等頭銜。 |
| 卡那封侯爵       | 1719年4月29日  | 布里奇斯               | 絕嗣 1789年9月29日        | 為錢多斯公爵之次等頭銜。 |
| 布萊克利侯爵     | 1720年6月18日  | 艾格頓                 | 絕嗣 1803年3月8日         | 為布里奇沃特公爵之次等頭銜。 |
| 伊利島侯爵       | 1726年7月26日  | 汉诺威                 | 與王位合併 1760年10月25日 | 為愛丁堡公爵之次等頭銜；從1727年起同時為起同時為威爾斯親王； 1727年至1751年間亦同時為英格蘭貴族中的康沃爾公爵和蘇格蘭貴族中的羅撒西公爵。 在刊憲時侯爵爵位被誤印爲「懷特島侯爵」，但在及後憲報中爵位全名仍作「伊利島侯爵」。 |
| 伯克姆斯特德侯爵 | 1726年7月27日  | 汉诺威                 | 絕嗣 1765年10月31日       | 為坎伯蘭公爵之次等頭銜。 |
| 格雷侯爵         | 1740年5月19日  | 格雷                   | 絕嗣 1797年1月19日        | 1740年6月5日前同時為根德公爵； 其後公爵爵位絕嗣，而侯爵爵位則按照繼承條件傳至第一代侯爵之孫女。 |
| 羅金漢侯爵       | 1746年4月19日  | 沃森-文特沃斯          | 絕嗣 1782年7月2日         | |
| 莫蒂默侯爵       | 1766年11月5日  | 蒙塔居                 | 絕嗣 1790年5月23日        | 為蒙塔居公爵之次等頭銜。 |
| 白金漢侯爵       | 1784年12月4日  | 坦普爾-紐金特-格倫維爾 | 絕嗣 1889年3月26日        | 於1822年被封為白金漢和錢多斯公爵。 |
| 蘭斯當侯爵       | 1784年12月6日  | 佩蒂-菲茨莫里斯        | 現存                      | |
| 斯塔福德侯爵     | 1786年3月1日   | 萊韋森-高爾            | 現存                      | 於1833年被封為薩瑟蘭公爵。 |
| 湯森侯爵         | 1787年10月31日 | 湯森                   | 現存                      | |
| 梳士巴利侯爵     | 1789年8月18日  | 塞西爾                 | 現存                      | |
| 巴斯侯爵         | 1789年8月24日  | 錫恩                   | 現存                      | |
| 阿伯康侯爵       | 1790年10月15日 | 漢密爾頓               | 現存                      | 於1868年被封為愛爾蘭貴族中的阿伯康公爵。 |
| 康沃利斯侯爵     | 1792年10月8日  | 康沃利斯               | 絕嗣 1823年8月9日         | |
| 赫福侯爵         | 1793年7月5日   | 西摩-康威              | 現存                      | |
| 比特侯爵         | 1796年3月21日  | 斯圖爾特               | 現存                      | |

## 1642年至1825年愛爾蘭貴族中的侯爵爵位
- 此代表爵位至今尚存。

| 侯爵爵位       | 冊封日期       | 姓氏         | 現況                | 備注 |
| -------------- | -------------- | ------------ | ------------------- | --- |
| 奧蒙德侯爵     | 1642年8月30日  | 巴特勒       | 絕嗣 1758年12月17日 | 於1661年被封為奧蒙德公爵及於1682年被封為英格蘭貴族中的奧蒙德公爵； 屬英格蘭貴族的公爵爵位於1715年被剝奪； 第三代公爵在1745年至1758年間未曾使用過侯爵或公爵稱號。 |
| 安特里姆侯爵   | 1645年1月26日  | 麥克唐納     | 絕嗣 1682年2月3日   | |
| 克蘭里卡德侯爵 | 1646年2月21日  | 伯克         | 絕嗣 1657年7月      | |
| 凱瑟洛赫侯爵   | 1715年1月7日   | 沃頓         | 絕嗣 1731年5月31日  | 同時為大不列顛貴族中的沃頓侯爵和馬姆斯伯里侯爵； 於1718年被封為沃頓公爵。                                                                                        |
| 鄧甘嫩女侯爵   | 1716年7月18日  | 舒倫堡       | 絕嗣 1743年5月10日  | 為芒斯特女公爵之次等頭銜； 於1719年被封為大不列顛貴族中的肯德爾女公爵；為終身爵位。                                                                              |
| 基爾代爾侯爵   | 1761年3月3日   | 斐茲傑惹     | 現存                | 於1766年被封為倫斯特公爵。 |
| 克蘭里卡德侯爵 | 1789年8月17日  | 德·巴勒-坎寧 | 絕嗣 1797年12月8日  | |
| 安特里姆侯爵   | 1789年8月18日  | 麥克唐納     | 絕嗣 1791年7月29日  | |
| 沃特福德侯爵   | 1789年8月19日  | 貝雷斯福德   | 現存                | |
| 當夏爾侯爵     | 1789年8月20日  | 希爾         | 現存                | |
| 登戈爾侯爵     | 1791年6月27日  | 奇切斯特     | 現存                | |
| 德羅赫達侯爵   | 1791年7月5日   | 摩爾         | 絕嗣 1892年6月29日  | |
| 韋爾斯利侯爵   | 1799年12月2日  | 韋爾斯利     | 絕嗣 1842年9月26日  | |
| 黑德福特侯爵   | 1800年12月29日 | 泰勒         | 現存                | |
| 斯萊戈侯爵     | 1800年12月29日 | 布朗         | 現存                | |
| 托蒙德侯爵     | 1800年12月29日 | 奧布賴恩     | 絕嗣 1855年7月3日   | |
| 伊利侯爵       | 1800年12月29日 | 托定咸       | 現存                | |
| 倫敦德里侯爵   | 1816年1月13日  | 斯圖爾特     | 現存                | |
| 康寧漢侯爵     | 1816年1月22日  | 康寧漢       | 現存                | |
| 奧蒙德侯爵     | 1816年1月22日  | 巴特勒       | 絕嗣 1820年8月10日  | |
| 韋斯特米斯侯爵 | 1822年1月12日  | 紐金特       | 絕嗣 1871年5月5日   | |
| 奧蒙德侯爵     | 1825年10月5日  | 巴特勒       | 絕嗣 1997年10月25日 | |
| 克蘭里卡德侯爵 | 1825年11月26日 | 德·巴勒-坎寧 | 絕嗣 1916年4月12日  | |
| 漢密爾頓侯爵   | 1868年8月10日  | 漢密爾頓     | 現存                | 為阿伯康公爵之次等頭銜； 同時為大不列顛貴族中的阿伯康侯爵。 |

## 1801年迄今聯合王國貴族中的侯爵爵位
- 此代表爵位至今尚存。

| 侯爵爵位                            | 冊封日期       | 姓氏                                   | 現況                | 備注                                                           |
| ----------------------------------- | -------------- | -------------------------------------- | ------------------- | -------------------------------------------------------------- |
| 埃克塞特侯爵                        | 1801年2月4日   | 塞西爾                                 | 現存                |                                                                |
| 北安普頓侯爵                        | 1812年9月7日   | 康普頓                                 | 現存                |                                                                |
| 卡姆登侯爵                          | 1812年9月7日   | 普拉特                                 | 現存                |                                                                |
| 威靈頓侯爵                          | 1812年10月3日  | 韋爾斯利                               | 現存                | 於1814年被封為威靈頓公爵。                                     |
| 杜羅侯爵                            | 1814年5月11日  | 杜羅侯爵                               | 現存                | 為威靈頓公爵之次等頭銜。                                       |
| 安格爾西侯爵                        | 1815年7月4日   | 佩吉特                                 | 現存                |                                                                |
| 喬姆利侯爵                          | 1815年11月22日 | 喬蒙德利                               | 現存                |                                                                |
| 黑斯廷斯侯爵                        | 1817年2月13日  | 羅頓-黑斯廷斯                          | 絕嗣 1868年11月10日 |                                                                |
| 艾爾斯伯里侯爵                      | 1821年7月17日  | 布魯德内爾-布鲁斯                      | 現存                |                                                                |
| 錢多斯侯爵                          | 1822年2月4日   | 坦普爾-紐金特-布里奇斯-錢多斯-格倫維爾 | 絕嗣 1889年3月26日  | 為白金漢和錢多斯公爵之次等頭銜。                               |
| 布里斯托侯爵                        | 1826年6月30日  | 赫維                                   | 現存                |                                                                |
| 克利夫蘭侯爵                        | 1827年10月5日  | 范恩                                   | 絕嗣 1891年8月21日  | 於1833年被封為克利夫蘭公爵。                                   |
| 艾里沙侯爵                          | 1831年9月10日  | 甘迺迪                                 | 現存                |                                                                |
| 布雷多爾班侯爵                      | 1831年9月12日  | 坎貝爾                                 | 絕嗣 1862年11月8日  |                                                                |
| 西敏侯爵                            | 1831年9月13日  | 格羅夫納                               | 現存                | 於1874年被封為西敏公爵。                                       |
| 諾曼比侯爵                          | 1838年6月25日  | 菲普斯                                 | 現存                |                                                                |
| 戴爾豪斯侯爵                        | 1849年8月25日  | 布朗-拉姆齊                            | 絕嗣 1860年12月19日 |                                                                |
| 里彭侯爵                            | 1871年6月23日  | 羅賓遜                                 | 絕嗣 1923年9月22日  |                                                                |
| 阿伯加文尼侯爵                      | 1876年1月14日  | 內維爾                                 | 現存                |                                                                |
| 布雷多爾班侯爵                      | 1885年7月11日  | 坎貝爾                                 | 絕嗣 1922年10月19日 |                                                                |
| 達費林和阿瓦侯爵                    | 1888年11月17日 | 漢密爾頓-坦普爾-布萊克伍德             | 絕嗣 1988年5月29日  |                                                                |
| 麥克達夫侯爵                        | 1889年7月29日  | 達夫                                   | 絕嗣 1912年1月29日  | 為於1899年冊封的法夫公爵之次等頭銜；從1900年起同時為法夫公爵。 |
| 澤特蘭侯爵                          | 1892年8月22日  | 登打士                                 | 現存                |                                                                |
| 林利斯哥侯爵                        | 1902年10月27日 | 霍普                                   | 現存                |                                                                |
| 克魯侯爵                            | 1911年7月3日   | 克魯-米爾尼斯                          | 絕嗣 1945年6月20日  |                                                                |
| 林肯郡侯爵                          | 1912年2月26日  | 威恩-卡靈頓                            | 絕嗣 1928年6月13日  |                                                                |
| 阿伯丁和特麥爾侯爵                  | 1916年1月4日   | 漢密爾頓-戈登、戈登                    | 現存                |                                                                |
| 劍橋侯爵                            | 1917年7月16日  | 劍橋                                   | 絕嗣 1981年4月16日  |                                                                |
| 米爾福德黑文侯爵                    | 1917年7月17日  | 蒙巴頓                                 | 現存                |                                                                |
| 卡里斯布魯克侯爵                    | 1917年7月18日  | 蒙巴頓                                 | 絕嗣 1960年2月23日  |                                                                |
| 第一代凱德爾斯頓的寇松侯爵喬治·寇松 | 1921年6月28日  | 寇松                                   | 絕嗣 1925年3月20日  |                                                                |
| 雷丁侯爵                            | 1926年5月7日   | 艾塞克、魯弗斯·艾薩克斯                | 現存                |                                                                |
| 威林登侯爵                          | 1936年5月26日  | 費爾曼-托馬斯                          | 絕嗣 1979年3月19日  |                                                                |